# Merely Mary Ann (film, 1931)
Pour les articles homonymes, voir Merely Mary Ann.
Pour plus de détails, voir Fiche technique et Distribution.
Merely Mary Ann (littéralement : Simplement Mary Ann) est un film américain réalisé par Henry King, sorti en 1931.
Ce film est un remake du film Merely Mary Ann de John G. Adolfi, sorti en 1916,  avec Vivian Martin dans le rôle-titre. En 1920, Edward J. Le Saint avait déjà réalisé un remake — Merely Mary Ann — avec Shirley Mason dans le rôle-titre.

## Synopsis
Mary Ann, orpheline, trouve l'amour et l'espoir dans les bras de John Lonsdale, un compositeur prometteur mais sans le sous.

## Fiche technique
- Titre original : Merely Mary Ann
- Réalisation : Henry King
- Scénario : Jules Furthman, d'après la pièce de théâtre éponyme de Israel Zangwill, tirée de son propre roman
- Direction artistique : William S. Darling, Robert Haas
- Photographie : John Seitz
- Son : E. Clayton Ward
- Montage : Frank Hall
- Producteur : William Fox
- Société de production : Fox Film Corporation
- Société de distribution : Fox Film Corporation
- Pays d’origine :  États-Unis
- Langue : anglais
- Format : Noir et blanc - 35 mm - 1,37:1 - Son Mono (Western Electric System)
- Genre : Comédie dramatique, drame
- Durée : 75 minutes
- Date de sortie :
  - États-Unis : 6 septembre 1931

## Distribution
- Janet Gaynor : Mary Ann
- Charles Farrell : John Lonsdale
- Beryl Mercer : Mmr Leadbatter
- G. P. Huntley Jr. : Peter Brooke
- Lorna Balfour : Rosie Leadbatter
- Arnold Lucy : le vicaire (Smedge)
- J. M. Kerrigan : Georgie, le premier camionneur
- Tom Whitely : Alf, le second camionneur
- Harry Rosenthal : Brahmson